# Carl Frederik Fearnley
Carl Fredrik Fearnley, född den 19 december 1818 i Fredrikshald, död den 22 augusti 1890 i Kristiania, var en norsk astronom; bror till Thomas Fearnley.
Fearnley tog 1844 mineralogisk ämbetsexamen, blev samma år observator och universitetsstipendiat. Åren 1849-52 besökte han de flesta större observatorierna i Europa. Han blev 1857 lektor samt 1863 professor i astronomi vid Kristiania universitet.
Förutom avhandlingar, tryckta i "Astronomische Nachrichten" och "Forhandlinger i Videnskabsselskabet i Kristiania", utgav han tillsammans med dåvarande observatorn Hans Geelmuyden 1888 sitt huvudarbete Zonenbeobachtungen der Sterne zwischen 64° 50' und 70° 10' nördlicher Declination. 
År 1864 tog han initiativet till upprättandet av Meteorologisk institutt. Han deltog 1865 tillsammans med Georg Lindhagen och Hans Schjellerup i longitudbestämningen Kristiania-Stockholm-Köpenhamn. Fearnley var från 1876 ordförande i Kommissionen til ledelse af Norges deltagelse i den europæiske gradmåling.